# Soins de santé à Madagascar
 (juillet 2025).
Le contenu est difficilement compréhensible vu les erreurs de traduction, qui sont peut-être dues à l'utilisation d'un logiciel de traduction automatique.

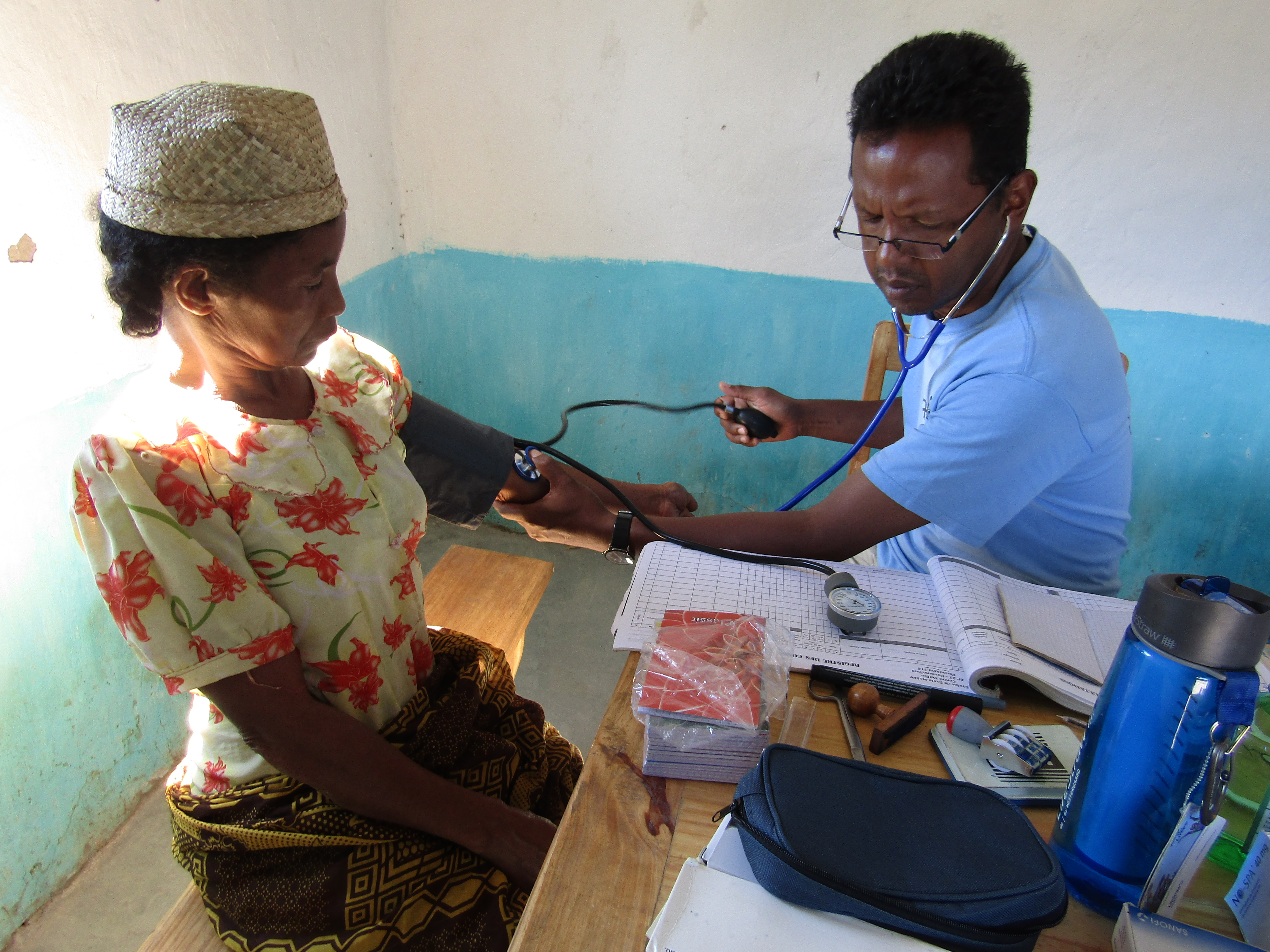
Consultation gratuite avec un médecin de l'équipe mobile de santé

L’Initiative de mesure des droits de l’homme constate que Madagascar remplit 90,8 % de ce qu’il devrait remplir en matière de droit à la santé en fonction de son niveau de revenu. En ce qui concerne le droit à la santé des enfants, Madagascar atteint 99 % de ce qui est attendu sur la base de son revenu actuel. En ce qui concerne le droit à la santé de la population adulte, le pays atteint 96,8 % de ce qui est attendu en fonction du niveau de revenu du pays. Néanmoins, Madagascar tombe dans la catégorie « mauvais » lorsqu’on évalue le droit à la santé reproductive parce que le pays ne réalise que 76,6 % de ce qu’elle est censée réaliser sur la base des ressources (revenus) dont elle dispose.
On recense plus de 2 900 formations sanitaires dans tout le pays, bien qu'ils soient concentrés dans les zones urbaines et particulièrement à Antananarivo.

## Accès aux soins de santé

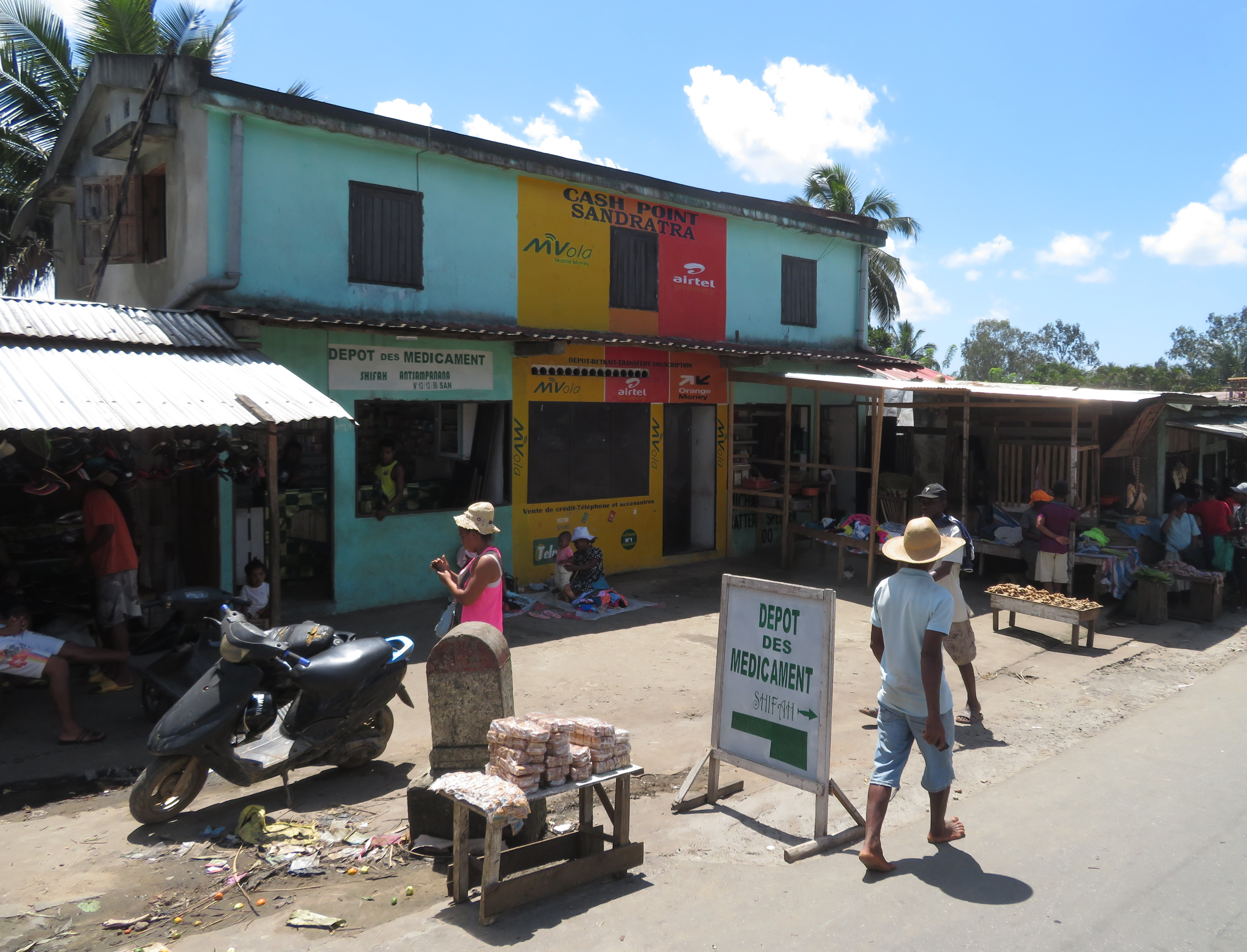
Dépôt de médicaments à Antsampanana (commune de Mahatsara).

La plupart des hôpitaux, des centres de santé et des postes de santé étant situés dans des zones urbaines, l’accès aux soins médicaux reste hors de portée de beaucoup. Environ 35 % de la population vit plus de 10 km d'un établissement de santé. De nombreuses personnes se rendent dans un dépôt de médicaments, qui n'est pas géré par un pharmacien ou un médecin, où de nombreux médicaments sont en vente libre. L'utilisation des centres de santé primaires reste plus faible dans les zones malgaches les plus reculées.
En 2021, le système de santé à Madagascar était composée de quatres niveaux de soins : central, régional, district et communautaire. Il existait 1 046 Centres de Santé de Base de niveau 1 (CSB 1), et 1 730 Centres de Santé de base de niveau 2 (CSB 2). L'île comptait également 101 hôpitaux de district et 16 hôpitaux régionaux de référence, ainsi que 22 Centres Hospitaliers Universitaires (CHU) et 2 Établissements Spécialisés. Ces hôpitaux offrent des niveaux de soins plus élevés que les CSB.

## Rougeole
En 2018, une épidémie de rougeole a frappé l’île, avec plus de 117 000 personnes infectées. Seulement 58 % des habitants de l’île principale ont été vaccinés contre la rougeole. Plus de 1 200 personnes sont mortes, la plupart étant des enfants. La malnutrition, qui est très répandue, a augmenté le taux de mortalité.

## Malaria
Ministère de la Santé de Madagascar a signalé, du 1er janvier au 5 juin 2022, un total de 543 994 cas de paludisme et 68 décès, soit un taux de létalité estimé à 0,01 %, d’après les données de l’Organisation mondiale de la santé (OMS).